# Kék Ház
A Kék Ház vagy Cshongvade (hangul: 청와대, handzsa: 靑瓦臺, RR: Cheong Wa Dae) Dél-Korea mindenkori elnökének rezidenciája és hivatala, a jelenlegi főépület 1991-ben épült. A több mint 250 000 m²-en elterülő épületegyüttes területe korábban a Kjongbok palota kertjéhez tartozott, ahol a japán megszállás idejében a japánok építettek kormányzói rezidenciát, amit az 1990-es években elbontottak. A főépület, melynek kék tetőcserepeiről kapta a komplexum a nevét, 1991-ben épült hagyományos koreai stílusban. Az elnök lakórezidenciája 1990 óta külön épületben van. A Kék Ház turisták számára meghatározott  turnusokban, ingyenesen látogatható.

## Története
A Kék Ház mai területén állt valószínűleg a Korjo-dinasztia „nyugati fővárosának” Jangdzsunak (ma Szöul) a palotája, melyet 1072-ben építettek. A Pugakszan (북악산) hegy lábánál fekvő területet a Csoszon-dinasztia idejében úgynevezett hömeng-szertartásokra (회맹) használták, melynek során a király és kiválasztott alattvalói a szellemektől kértek érdemeik szerint jutalmat. A Cshongvade egészen 1592-ig, a Kjongbok palotát elpusztító tűzvészig töltötte be ezt a funkciót.
Kodzsong király idejében a területet az újjáépített Kjongbok palota kertjéhez csatolták, ekkor itt öt épület állt, a Jungmundang (융문당), a Jungmudang (융무당), a Picshondang (비천당), a Csungilgak (중일각) és az Ongnjondzsong. 1905-ben egy új pavilon is épült, a Cshimljugak (침류각). A Jungmundang és a Jungmudang épületét együttesen Kjongmude (경무대) néven emlegették, és köztisztviselők képzésére használták. Egy 1891-es térképen már az egész kertre ezen a néven hivatkoztak.
Amikor Korea a Japán Birodalom része lett, a japánok több épületet is lebontottak a kertben és felhúztak egy önálló palotát a kormányzó számára, aminek a neve Kjongmude lett. Li Szin Man, az ország első elnöke kezdte el elnöki rezidenciaként és hivatalként használni Kjongmudét, Jun Boszon 1960-ban azonban Kék Házra változtatta a nevet, mert úgy vélte, a régi elnevezés a japán megszállásra emlékeztet.
1991-re fejeződött be a jelenlegi főépület építése, melyet 150 000 kék cseréppel fedtek le. Az elnöki iroda a második emeleten található. A mostani főépület építése előtt a régi épület második szintjét használta az elnöki család privát rezidenciaként. A hely azonban szűkösnek bizonyult a magánélet és a hivatalos programok számára, így 1990-re elkészült az elnök privát rezidenciája, melyet vörösfenyőből, hagyományos koreai stílusban építettek.

## Épületei
Elnöki rezidencia
Az elnöki rezidencia különálló épületét 1989-ben kezdték el építeni és 1990-re fejezték be. Vörösfenyőből épült, melyet Kangvon tartományból szállítottak Szöulba. A főépület mellett számos melléképület tartozik hozzá, például vendégfogadás céljára. A rezidenciához vezető kapu egy hagyományos koreai szammun, azaz három részből álló kapu.

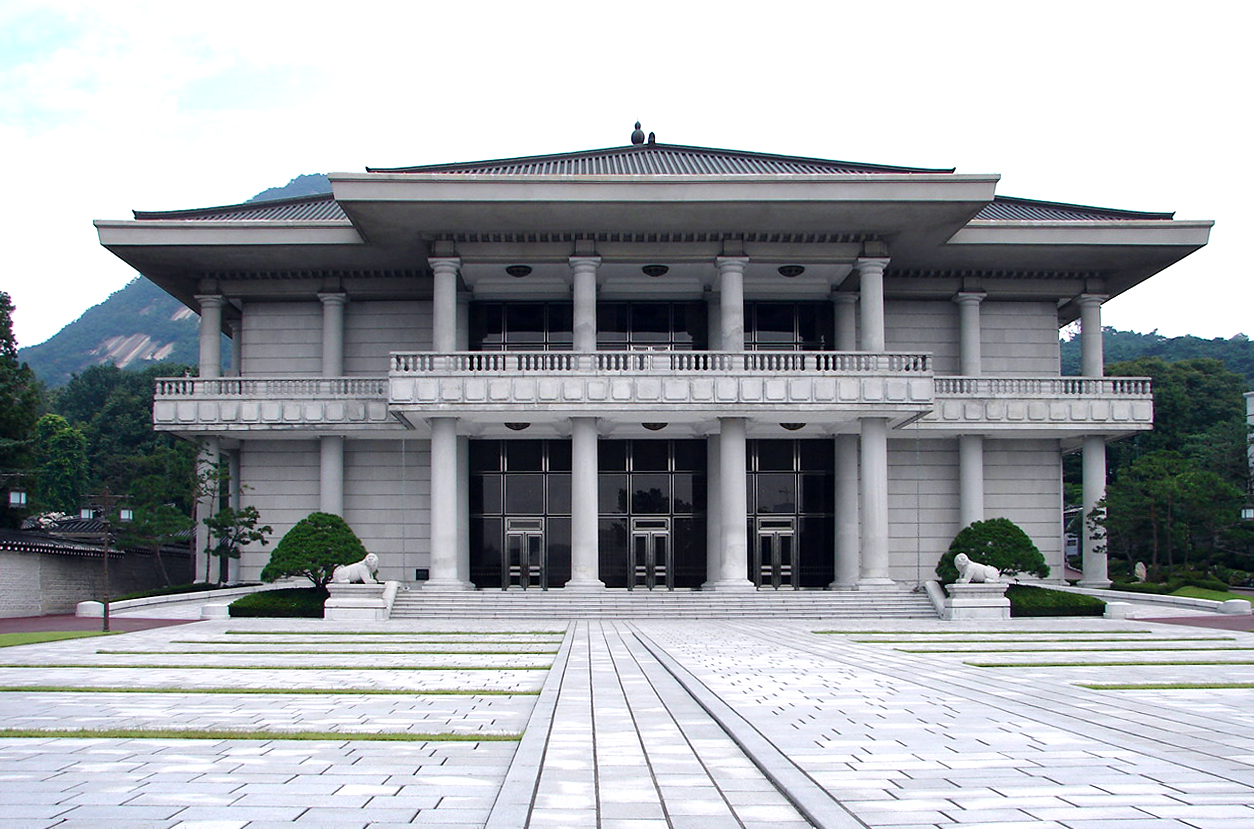
Jongbingvan
Az elnöki vendégek fogadására használt épületet 1978-ban építették, előtte a vendégeket szöuli szállodákban helyezték el, ami biztonsági kockázatot is jelentett. A Jongbingvan 18 oszlopához a gránitot Észak-Csolla tartományból hozták.
Ümingvan (위민관)
A személyzeti apparátusnak helyet adó három épület modern stílusban épült, az első 1969-ben, a második 1972-ben, a harmadik pedig 2004-ben. Irodák mellett üzleteknek, fitneszteremnek és könyvtárnak is helyet ad. Az épületek energiaellátásáról napkollektor gondoskodik. Az Ümingvan-komplexum közelében található egy helikopter-leszállópálya is.
Cshuncshugvan (춘추관)
Ebben az épületben kapott helyet a médiaközpont, ahol a világ minden tájáról dolgoznak riporterek, itt tartják az elnöki sajtókonferenciákat. Nevének jelentése „Tavasz és Ősz Pavilon”.
Nokcsivon
A Nokcsivon („zöld fű”) a Kék Ház kertje, melyet 1968-ban fejeztek be, több mint 120-féle fa található itt, az egyik legrégebbi, 17 méter magas, „esernyőfának” becézett példányt 1850 körül ültették. A kertben több apró tó is található. A Nokcsivont fogadások rendezésére is használják. Régebbi időkben veteményeskertje is volt.

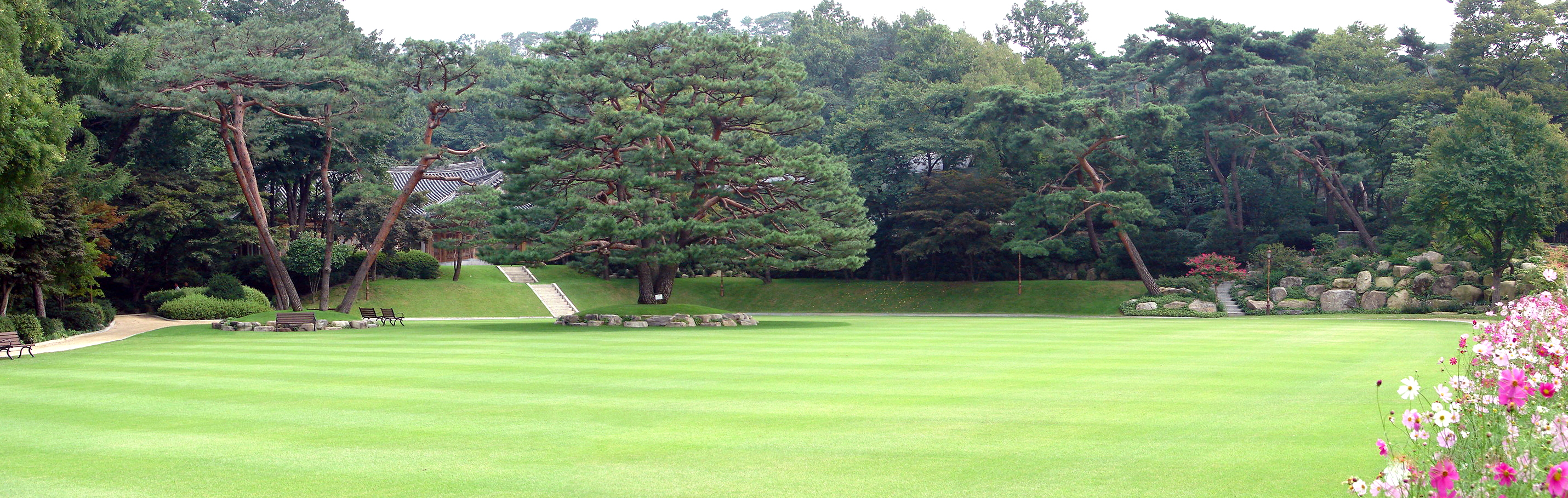
A Kék Ház kertje